# Winifred Sargent
 Winifred Lydia Caunden Sargent  (* 8. Mai 1905 in Ambergate, Derbyshire, England; † Oktober 1979 in London, England) war eine englische Mathematikerin und Hochschullehrerin.

## Leben und Werk
Sargent wuchs in der Quäkergemeinschaft in Fritchley auf und sie erhielt ihre Grundschulbildung von ihrem Vater und in einer kleinen Schule für Kinder der Fritchley Society of Friends. 1915 besuchte sie die Ackworth School. Nachdem sie ein Joseph Rowntree Entrance Stipendium erhalten hatte, begann sie an der Mount School in York zu studieren und danach an  der Herbert Strutt School.  Während ihres Studiums an der Herbert Strutt School erhielt sie 1923 ein Derby County-Stipendium, ein Staatsstipendium und ein Mary Ewart-Stipendium für ein Mathematikstudium am Newnham College in Cambridge. Als weitere Auszeichnungen erhielt sie 1927 ein Arthur-Hugh-Clough-Stipendium, 1928 ein Mary Ewart-Reisestipendium und im selben Jahr ein Senior-Stipendium der Goldsmiths Company. Nach dem Studienabschluss unterrichtete sie als Mathematiklehrerin an der Bolton High School. 1931 wurde sie zur Lehrbeauftragten am Westfield College ernannt, welches 1882 als wegweisendes College für die Hochschulbildung von Frauen gegründet worden war und 1932 die Royal Charter erhielt. 1932 wurde sie Mitglied der London Mathematical Society.  1936 ging sie an die Royal Holloway, einem College der Universität London und wurde 1941 zur Dozentin für Mathematik befördert. 1948 wechselte sie zum Bedford College. Von 1950 bis 1954 war sie Mitglied des Lehrausschusses der Mathematical Association. 1954 promovierte sie bei Lancelot Stephen Bosanqueter an der University of Cambridge und wurde zum Reader am Bedford College befördert.
Ein Großteil ihrer mathematischen Forschung umfasste die Untersuchung von Integraltypen und baute auf Arbeiten zur Lebesgue-Integration und zum Riemannschen Integral auf.

## Veröffentlichungen (Auswahl)
- 1929:  "On Young's criteria for the convergence of Fourier series and their conjugates". Mathematical Proceedings of the Cambridge Philosophical Society. 25 (1): 26–30.
- 1935:  "The Borel derivates of a function". Proceedings of the London Mathematical Society. Second Series. 38 (1): 180–196.
- 1936: "On the Cesàro derivates of a function". Proceedings of the London Mathematical Society. Second Series. 40 (1): 235–254.
- 1942:  "A descriptive definition of Cesàro–Perron integrals". Proceedings of the London Mathematical Society. Second Series. 47 (1): 212–247.
- 1942:  "On sufficient conditions for a function integrable in the Cesàro–Perron sense to be monotonic". The Quarterly Journal of Mathematics. Oxford Series. 12 (1): 148–153.
- 1946:  "On the order of magnitude of the Fourier coefficients of a function integrable in the CλL sense". Journal of the London Mathematical Society. First Series. 21 (3): 198–203.
- 1946:  "A mean value theorem involving Cesàro means". Proceedings of the London Mathematical Society. Second Series. 49 (1): 227–240.
- 1948:  "On the integrability of a product". Journal of the London Mathematical Society. First Series. 23 (1): 28–34.
- 1961:  "Some analogues and extensions of Marcinkiewicz's interpolation problem". Proceedings of the London Mathematical Society. Third Series. 11 (1): 457–468.
- 1964:  "On sectionally bounded BK-spaces". Mathematische Zeitschrift. 83 (1): 57–66.
- 1966: "On compact matrix transformations between sectionally bounded BK-spaces". Journal of the London Mathematical Society. First Series. 41 (1): 79–87.